# Paweł Ossowski (zm. 1582)
Paweł Ossowski herbu Gryf (zm. w 1582 roku) – sędzia ziemski sandomierski w latach 1567-1582, pisarz sandomierski w latach 1544-1565.
Poseł na sejm piotrkowski 1567 roku z województwa sandomierskiego.